# Siatkoblaszkowce
Siatkoblaszkowce (Gomphales  Jülich) – rząd podstawczaków należący do klasy pieczarniaków (Agaricomycetes). Dawniej błędnie nazywany siatkolistkowcami.

## Charakterystyka
Owocniki mogą być koraloidalne, kapeluszowe lub merysmatoidalne (z kapeluszem podzielonym na wiele mniejszych kapeluszy); kapelusz, jeśli występuje, może mieć kształt wachlarza lub lejka.

## Taksonomia
Rzą Gomphales został utworzony przez Waltera Jülicha w pracy Higher taxa of Basidiomycetes, opublikowanej w serii „Bibliotheca Mycologica” z 1981. Rząd ten jest zaliczany według kodeksu Index Fungorum do klasy pieczarniaków (Agaricomycetes), a jego typem nomenklatorycznym jest siatkoblaszek (Gomphus). Należą do niego trzy rodziny i jeden rodzaj:
- Clavariadelphaceae Corner 1970 – buławkowate
- Gomphaceae Donk 1961 – siatkoblaszkowate
- Lentariaceae Jülich 1982
- rodzaj incertae sedis: Gomphocantharellus L. Fan, Y.Y. Xu, Zhu L.Yang & S.P. Jian 2022[3].

Polskie nazwy na podstawie pracy Władysława Wojewody z 2003 r.